# Patinaje agresivo

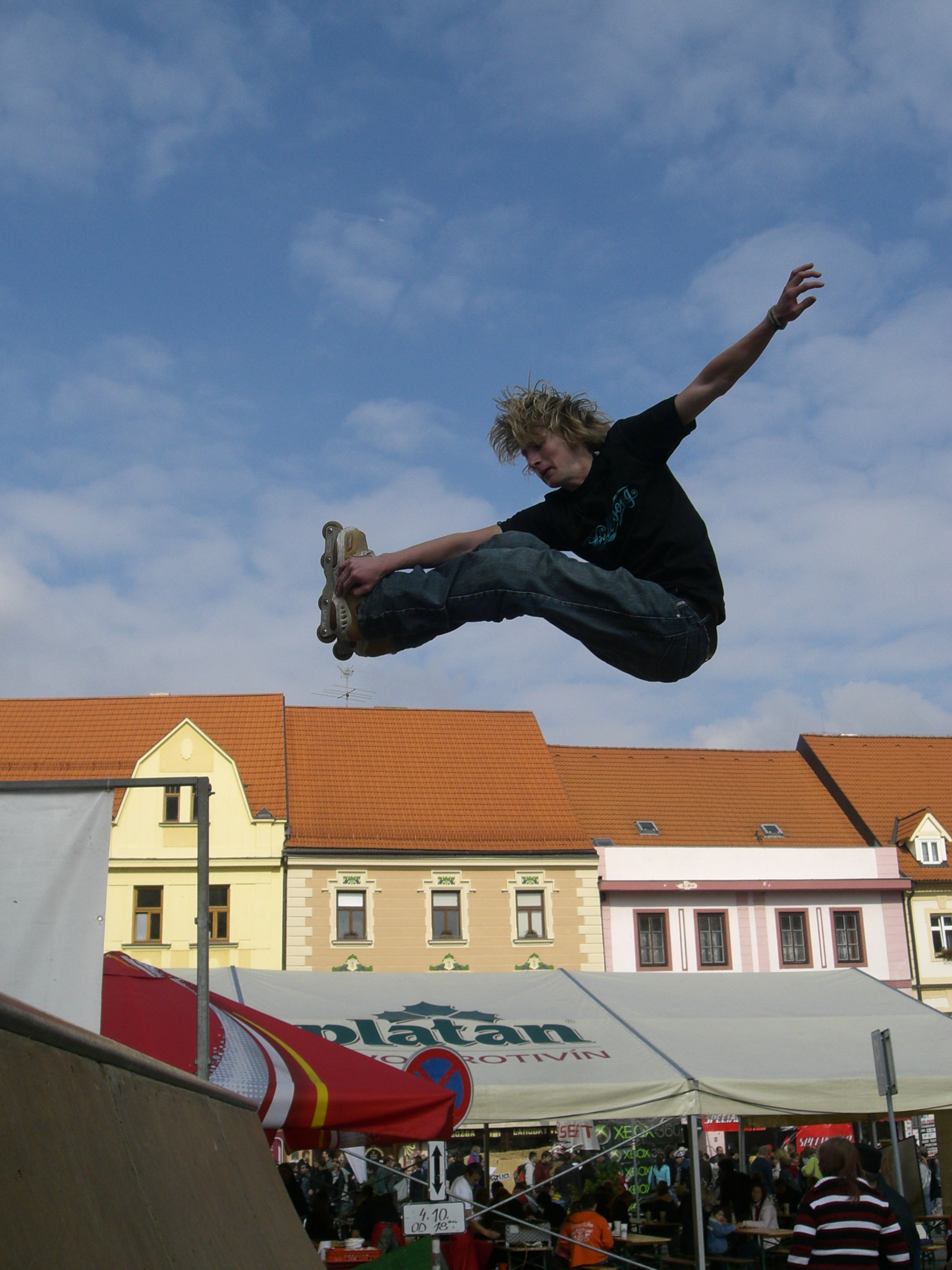
Muchacho haciendo patinaje agresivo.

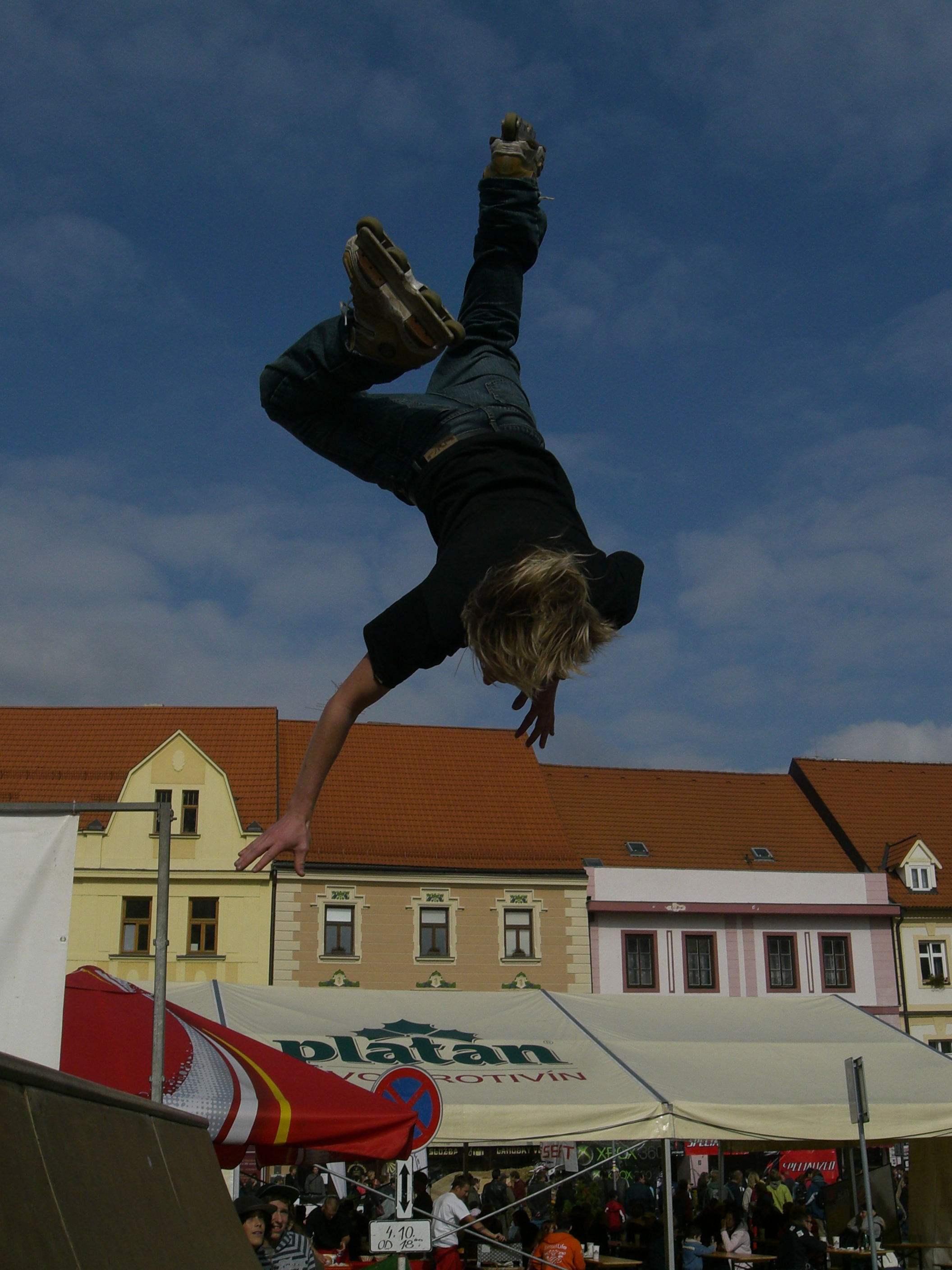
Muchacho haciendo patinaje agresivo.

El patinaje agresivo es una modalidad del patinaje surgida durante los años 80. Sus principales impulsores fueron Chris Edwards y Arlo Eisenberg.
En el patinaje agresivo se utilizan unos patines especiales que cuentan con espacio en la pista del patín, y en la suela para poder grindar (deslizar) en bordillos. Las ruedas de los patines de agresivo son más gruesas que la de los patines comunes, variando su diámetro entre los 56 y 59 mm. Los principales fabricantes de este tipo de patines son: Razors, USD, K2, Xsjado, Valo, Rollerblade, Remz, SSM, Adapt y Roces. Durante los últimos años el deporte ha adquirido muchos adeptos y en países latinoamericanos como Colombia, ya existen tiendas que se dedican de forma especializada a la venta de patines agresivos.
El lugar donde este deporte es más masivo, donde se encuentran las mejores instalaciones y de donde provienen los mejores profesionales es California.
Actualmente la escena del patinaje agresivo está resurgiendo, algunas marcas como Roces se han renovado así como marcas nuevas han resurgido tal es el caso de Them Skates misma que apareció en 2018, esta marca es liderada por Jon Julio uno de los grandes veteranos de este deporte. La nueva oleada del deporte agresivo involucra a España, Estados Unidos, México, Italia, Colombia e incluso en los países centroamericanos Guatemala y El Salvador, este último con una página en Facebook de nombre #makesivarbladeagain la cual es actualizada a diario con noticias del patinaje agresivo de ese país.
El patinaje agresivo se subdivide en dos categorías principales:
- Patinaje agresivo callejero
- Patinaje agresivo parque (parque de patinaje y rampas)
- Patinaje agresivo mediotubo (rampa)

## Patinaje agresivo callejero
En este video se muestra una de las pruebas que se puede hacer con los patines adaptados para hacer maniobras y pruebas en la calle. En esta prueba fistea un banco que se encuentra en la pared y realiza medio giro.
 En este video se muestra como fistea un banco. La posición de los pies varían, se pueden poner en muchas posiciones distintas.
Es el más masivo ya que se usan todo tipo de instalaciones urbanas como obstáculos o también todo tipo de cosa que se encuentra en la calle y se le pueda dar utilidad alguna para realizar los trucos, que son dos principalmente: saltar (incluyendo giros y caídas) y grindar (variando el posicionamiento de los patines). La modalidad street puede ser practicada en cualquier lugar con un suelo apto como también en parque de patinaje.

## Patinaje de estilo libre en mediotubo
Es el cual se práctica en grandes rampas en forma de medias tuberías donde el mayor atractivo es realizar maniobras aéreas, alcanzar grandes alturas, hacer complejos giros o las llamadas voltereta hacia atrás, los cuales son girar de forma similar a la de una moneda lanzada al aire, llegándose incluso hasta el triple voltereta inversa. Otras variantes de este tipo de giros es la voltereta mortal (terror flip),consistente en un voltereta hacia atrás más 720 realizado por Pablo Scorpanich en demo Red Bull 1999 Argentina o giro vikingo, el cual es básicamente una voltereta inversa horizontal, y las aún más sorprendentes combinaciones de trucos aéreos, como la realizada por Eito Yasutoko, que consiste en voltereta inversa + 360 + voltereta inversa, todos ellos en una sola salida al aire.

## Grindar o deslizar
Grindar, también conocido como deslizar, consiste en deslizarse sobre una barandilla o el borde de un bordillo usando básicamente dos partes del patín.
La primera es conocida como 'H-Block', una pieza de plástico para mejorar el deslizamiento ubicada entre las dos ruedas centrales del patín.
El otro elemento para deslizarse es el soul plate el cual es el borde externo del patín (en palabras más simples la suela del patín), que se encuentra consecuente al riel también conocido como frame.
Una tercera posibilidad de deslizarse son los llamados negatives que vendría a ser la parte contraria al soul plate, es decir la parte de la suela interna que se encuentra debajo del arco del pie.
Al igual que en otros deportes extremos cada truco recibe un nombre en el caso de los Grinds o Releos cada grind tiene un nombre en particular basado en la posición del pie. El grind es un truco de deportes extremos nació en el skate por un joven llamado Lael Cañedo, y de allí se fue adaptando para otros deportes.

## Patinaje agresivo en parques
El patinaje agresivo también se puede practicar en parques de patinaje, combinando distintas modalidades de trucos aplicadas a los distintos módulos de un parque, grácias a la variedad de módulos disponibles en un skatepark se pueden hacer combos que en mediotubo no podríamos hacer.

### Trucos y formulación de trucos
Todos los trucos referentes a las variantes del frontside (grindar con la pista del patín) se derivan el royal, el fahrvergnugen, el unity, savannah y a su vez al existir el frontside (lo cual nos indica que releamos con el muro o barandilla frente a nosotros) existe la contraparte que es el backside, que consiste en grindar con el muro o barandilla a nuestras espaldas) por lo tanto, todo truco en frontside puede ser realizado en backside. También depende de si usas uno o los dos pies
El Soul grind (grindar con la suela del patín) también tienen muchas derivaciones como es el mizou, acid, pornstar, mistrial y makio, estos trucos también tienen sus contra partes, los cuales son llamados topsides, lo que nos indica que será la misma posición pero esta vez no se apoyara el soul plate sino el riel sobre el bordillo o barandilla.
Lista de trucos Grinds (Releos) Patinaje Agresivo (Roller)

#### Estilos y personajes
Es importante recalcar en el mundo del patinaje los estilos tienen un papel protagonista. El estilo es una de las cosas que también es tomada en cuenta a la hora de las valoraciones en competiciones por parte de los jueces. La mayoría de los grandes patinadores han conseguido crear un estilo propio, que suele comprender la forma de moverse al patinar, la fluidez y la vestimenta que llevan. Algunos de los patinadores más conocidos por su estilo son: Dustin Latimer, Franky Morales, Alex Broskow, Chris Farmer,,